# Oedheim
Oedheim er en by i den tyske delstat Baden-Württemberg, som ligger i kreisen Heilbronn. Oedheim har 5.940 indbyggere (2006).